# Ловетт, Лайл
Лайл Ловетт (англ. Lyle Pearce Lovett; род. 1 ноября 1957, Техас, США) — американский кантри-певец, автор песен и актёр. Записал 13 альбомов и 21 сингл. Сингл «Cowboy Man» занял 10 позицию в U.S. Billboard Hot Country Songs chart в 1986 году. Ловетт — обладатель четырёх наград «Грэмми». В 2007 году он выпустил альбом «It’s Not Big It’s Large», который стал вторым в рейтинге Top Country Albums. Последний альбом «Natural Forces» вышел 20 октября 2009 года.

## Биография: карьера и личная жизнь
Ловетт родился в пригороде Хьюстона, штат Техас. Он поступил в университет и изучал там немецкий язык и журналистику. Музыкальную карьеру Ловетт начал как поэт-песенник, а первый альбом выпустил в 1986 году. Ловетт не только кантри-певец, в его творчестве прослеживаются элементы фолка, свинга, джаза, блюза и госпела.
Ловетт выиграл четыре премии «Грэмми»:
- лучший исполнитель кантри (1989 год)
- лучший поп-вокал (за песню «Funny How Time Slips Away», записанную с Элом Грином, 1994 год)
- лучший кантри-дуэт (за песню «Blues For Dixie», записанную с техасской группой «Asleep at the Wheel», 1994 год)
- лучший кантри-альбом (The Road to EnsenadaThe Road to Ensenada, 1996 год)

Личная жизнь Ловетта бурно обсуждалась после его женитьбы на актрисе Джулии Робертс. Они познакомились в 1992 году. После трёхнедельного романа Ловетт и Робертс тайно поженились в июне 1993 года. В 1995 году брак распался по причине того, что из-за карьеры супруги мало времени проводили вместе. Тем не менее Ловетт и Робертс остались друзьями.
В марте 2002 года на ферме на Ловетта напал разъяренный бык. После шести месяцев лечения Ловетт продолжил гастроли. Ловетт снялся в фильмах: «Высокая мода», «Короткие истории», «Крутой парень» и многих других.

## Дискография
Студийные альбомы
- Lyle Lovett (1986)
- Pontiac (1988)
- Lyle Lovett and His Large Band (1989)
- Joshua Judges Ruth (1992)
- I Love Everybody (1994)
- The Road to Ensenada (1996)
- Step Inside This House (1998)
- My Baby Don’t Tolerate (2003)
- It’s Not Big It’s Large (2007)
- Natural Forces (2009)
- Release Me (2012)

Концертные альбомы
- Live in Texas (1999)